# Petr Skala
Petr Skala (* 5. května 1947) je český výtvarník, filmový experimentátor a jeden ze dvou průkopníků českého videoartu (společně s Radkem Pilařem).

## Životopis
Narodil se 5. května 1947 v Písku a zde také vystudoval gymnázium. Poté se rozhodl pro studia na střední filmové škole v Čimelicích a později na FAMU, kde roku 1975 úspěšně absolvoval obor dokumentární tvorba, scenáristika a režie. Následně se až do roku 1985 pokoušel marně získat stálé zaměstnání v oblasti filmu. Mezi tím pracoval jako externista pro Krátký film Praha (např. Český granát, Světlo naděje..), a v letech 1981 až 1986 pro Československý rozhlas. Zde se mu poté podařilo získat stálé zaměstnání a pracoval tu až do roku 1991.

## Umělecká činnost
Od roku 1967 se věnoval výtvarnému experimentování s filmovým materiálem. Jednalo se zejména o ručně malovaná, vyškrábaná, kolážovaná a jinak přetvářená okénka filmového 16 mm materiálu. O 20 let později založili spolu s Radkem Pilařem Obor videa při Svazu českých výtvarných umělců , který byl následně přejmenován na Asociaci videa a intermediální tvorby při Unii výtvarných umělců. V roce 1993 se zde stal předsedou a začal působit i jako pedagog na FAMU kde vedl Dílnu alternativní tvorby. V období 1990 až 1991 byl členem komise elektronické animace při Československé televizi.
Skala režíroval téměř 150 dokumentárních, akvizičních a instruktážních filmů a navíc se režijně či autorsky podílel na několika stovkách rozhlasových pořadů a inscenací. V roce 1993 na Deutscher Videokunst Preis v Karlsruhe byla jeho tvorba zařazena do padesátky nejvýznamnějších videoartových počinů v rámci celého světa.

## DVD "Utajený experimentátor"
DVD Petr Skala - Utajený experimentátor vydané Národním filmovým archivem je výběr šestadvaceti filmů z let 1969–1980. Je rozčleněné do šesti částí (Informelní struktury 1969-1970, Barva jako emanace světla 1970-1975, Od abstrakce k figuraci 1972 - 1979, Spirituální exprese 1977-1979, Figurativní kompozice 1980-1881, Obrazy kosmogonických vizí 1984)  podle tematické příbuznosti a časové chronologie. V každé sekci je divák seznamován s jednotlivými etapami Skalovy tvorby. DVD dále obsahuje videorozhovor s autorem videosnímků a ukázky z jeho novější videoartové tvorby.

## Filmová a televizní tvorba[6]
- 1975 : Štace (FAMU); Nepokoj (FAMU)
- 1976 : Fyziologický ústav (KF Praha); Náborové filmy pro učební obory Škoda Plzeň (KF Praha); Plzeňská kultura (KF Praha); Poslední rondo (KF Praha); Stavba dálnice (KF Praha); Stopa (KF Praha)
- 1978 : Výstava papírového Arnošta (KF Praha)
- 1979 : Aby nebyli sami… (KF Praha); Hra na radost (KF Praha); Kontinuální lití oceli (KF Praha); Malovaný džbánek (KF Praha); Parní elektrárny Škoda (KF Praha); Stopy (KF Praha); scénář Toulavé slunce (KF Praha)
- 1980 : Aplikace čistých chemikálií (KF Praha); Brno – město veletrhů (KF Praha); Dálky (KF Praha), Jaderná elektrárna v Maďarsku (KF Praha); Jaderný program Škoda (KF Praha); Lachema Brno (KF Praha); Lokomotivy Škoda (KF Praha); Loutka (KF Praha); Plošné tváření I.-II. (KF Praha); Tesla – obraz i zvuk (KF Praha)
- 1981 : Krkonošský národní park (ČST); Rolnička pro štěstí (KF Praha); Trolejbusy Škoda (KF Praha); Kameny (KF Praha)
- 1982 : Cyklisté (KF Praha); Kámen štěstí (KF Praha); Oheň (KF Praha); Spalovna odpadu Budapešť (KF Praha); Tabákové stroje Škoda (KF Praha)
- 1984 : Harmonicus Mundi (KF Praha); Vývozní program (KF Praha); Světlo naděje (KF Praha)
- 1985 : Zaklínání pohybu (KF Praha)
- 1986 : Ozvěna ticha (KF Praha); Podoba kamene (KF Praha)
- 1987 : Katedrála (KF Praha); Filmový zpravodaj 1987 č. 48 (KF Praha)
- 1988 : Básník Josef Rybák (KF Praha); Kreativita (KF Praha); Arteterapie (KF Praha); Ostrovy (KF Ostrava); Přátelé beze slov (KF Praha)
- 1989 : Pražské korzo (KF Praha); Tapisérie (KF Praha)
- 1990 : Alternativní medicína (KF Ostrava); Kalanetika (AF); Metamorfózy kamene (KF Praha); Sigma (AF); Samota (KF Praha); Videoart (KF Praha)
- 1991 : Druhý domov (Sorbia film); Písečné hodiny (Impres); Via Regia (Sorbia film DEFA)
- 1992 : České sklo (Impres); Sklárna Vrbno (Impres)
- 1993 : Čas loutek (ČT); Od Andulky po žížalu (25 dílů) (ČT); Via crucis (Scala media); Viva la Musica (Panta Rhei)
- 1994 : Bloudění (Impres)
- 1995 : Stín noci (Scala media); znělka Sváteční slovo (ČT)
- 1996 : Antologie českého umění videa I.-III. (ČT); Hledání světla (ČT); Kultura 96 – Vernisáž (ČT); Vzkříšení (Křesťanský magazín) (ČT)
- 1997 : Cyklus Křížem krážem vstříc 2000 plus 1 (1..-12. díl) (ČT); Deset století architektury: Kratochvíle (Da-Da); Deset století architektury: Písek (Da-Da); Deset století architektury: Tábor (Da-Da); Deset století architektury: Zvíkov (Da-Da); Ego: V zrcadle se točit nebudu (ČT); Salón český 7/97 (ČT); Salón český 18/97 (ČT); Salón český 28/97 (ČT); Salón český 46/97 (ČT); Tolerance (Křesťanský magazín) (ČT); Torzo světla (ČT)
- 1998 : Eltodo (Jáson - film); Haló, hudba (ČT); Křesťanský magazín v Bulharsku (ČT); Pravoslaví (Křesťanský magazín) (ČT); Rasa lidská…(Scala media); Salón český 4/98 (ČT); Salón český 6/98 (ČT); Salón český 12/98 (ČT); Salón český 18/98 (ČT); Salón český 29/98 (ČT); Salón český 37/98 (ČT); Salón český 49/98 (ČT); Tvarosloví (Křesťanský magazín) (ČT)
- 1999 : Cesty víry (ČT); Cikánské blues (Scala media); Gejza a Věra (Scala media); Labyrint cizoty (Scala media); Psí oči (Scala media); Romano suno (Scala media); Salón český 2/99 (ČT); Salón český 8/99 (ČT); Salón český 30/99 (ČT); Salón český 43/99 (ČT); Sekreta (Tichá modlitba Mistrů) (Scala media)
- 2000 : Konec světa? (Scala media)
- 2001 : Pohyby času I.-III. (Scala media); Proměny materiálu (Scala media); Universitas Carolina Pragensis (Scala media)
- 2002 : Nepolapitelný motýl (Scala media); Pražské jaro 2002 (Scala media)
- 2003 : Mystická růže (Scala media); Samota duše mé (Scala media)
- 2004 : Biblické písně (Scala media); Kouzelný ostrov radosti (Scala media); Obrazy v kamenech (Scala media); Sběratel emocí (Scala media); Zač stálo žít (Scala media)

## Experimentální tvorba[7]
- 1967 : Znamení
- 1968 : Krev v srpnu; Pařížské zdi
- 1969 : Blízkost smrti; Bloudění nocí; Geometrie citu; Hieroglyfy; Láokoón; Protest; Rakovina moci; Struktura; Tajemné vzkazy
- 1970 : Krev; Magické písmo; Obrazy duše; Vrypy času
- 1971 : Řev ticha; Šepot hvězd
- 1972 : Nicota (Vyhaslý věk); Krev na zdi; Stínohra; Terč; Zeď času
- 1973 : Hledání rovnováhy; Íris; Neznámý rozměr; Noční obloha; Pomatená noc; Provazochodci
- 1974 : Hvězdný prach; Pulsar; Šum hvězd; Vyhaslá hvězda
- 1975 : Anděl smrti; Geometrie paměti; Stíny na zdi; Tvář v kameni
- 1977 : Expanze; Izolace; Magie času; Mínótauros; Postavy v nás; Tajemné signály; Tichý výkřik; Záblesk světla
- 1978 : Aritmie; Noční výkřik; Porušený klid
- 1979 : Obrazy noci; Ozvěna krve; Prostorová deformace; Rozmezí
- 1980 : Čas bez touhy; Dávná znamení; Éós; Genesis; Horoskop; Krajina krve; Kus vyprahlé země; Labyrint duše; Lethe; Modlitba; Neznámý břeh; Práh; Periody; Tabu; Tušení tmy; Věštba; Zámotek; Zelený stín
- 1981 : Probuzená sfinga
- 1983 : Dlouhá noc; Míjení; Noční múza
- 1984 : Dva vesmíry; Dvojí puls; Silokřivky; Uzavřené nekonečno; Zemská tíže
- 1988 : Jen smrt…
- 1989 : Imaginární prostor
- 1990 : Přízrak svobody
- 1992 : Felicitas; Stín času
- 1993 : Cesta; Hlas duše; Nedostižitelná tvář; Noční motýl; Pláč země; Rozhraní; Strom; Tvář míjení; Vanitas
- 1993-1994 : 9 portrétů Petra Messiereura; Cesta domů; Čas sklizně; Fátum; Hrubý kámen; Křídla andělů; Kyrie; Mluvení do zdi; Universal couting leader (žert); Zaklínání; Znamení krve; Zeď hněvu
- 1994 : Mrtvý bod
- 1999 : Katedrála; Kinetické mandaly; Konstrukce tajemství; Jen tak; Mezi sloupy; Recyklace (A,B,C, D, E); Sancta ratio chaotica; Slepci
- 2000 : Astra; Initium; Lucis; Stavba; Torzo světla; Tvář; Znovuzrození
- 2001 : Hvězda; Lom světla; Maska; Uroboros; Zrcadlo mrazu
- 2002 : Extáze; JVH; Mandala A; Mandala B; Mandala C; Oltář; Oheň v duši (vzpomínka na šedesátá léta); Ozvěna času; Radost; Sen; Strom času; Šílenství moci; Šoa; Úzkost; Zákon odrazu
- 2003 : Andělé…; Andělé jsou kolem nás…; Andělé létají kolem mé hlavy…; Anděl stínu; Anděl tmy; Azrael; Dotek anděla; Dým; Jizvy osudu; Křídla noci; Ohnisko bolesti; Okamžik výdechu; Okamžik věčnosti; Ozvěna světla; Memento; Popel; Posel tmy; Proměny; Pustina; Samota; Stopy krve; Světla stínu; Tao; Trůn; Záblesk tmy; Závora ticha
- 2004 : Air; Arcana; Čas; Hranice; Hvězda; Křídlo času; Spirála; Světlo; Stavba; Tichá modlitba; Triáda; Tušení; Tvář tmy; Úder stínu; Vznášení nad vodami; Život
- 2005 : Arcana času; Blues; Hvězda tmy; Kruhový kříž; Křídla anděla; Maminka (8.3. 2003); Mandala krve; Orient; Paprsek tmy; Stín jako suchý list; Světlo hvězdy; Thanatos; Vítr paměti; Zahrada stínu